# Кордышевка (Винницкий район)
Кордышевка (укр. Кордишівка) — село в Винницком районе Винницкой области Украины.
Код КОАТУУ — 0520685406. Население по переписи 2001 года составляет 363 человека. Почтовый индекс — 23257. Телефонный код — 432.
Занимает площадь 1,08 км².

## Адрес местного совета
23256, Винницкая область, Винницкий район, с. Побережное, ул. Ленина, 1

## Достопримечательности
В селе действует храм Архистратига Божьего Михаила Винницкого районного благочиния Винницкой епархии Украинской православной церкви.

## Известные уроженцы
- Стаднюк, Иван Фотиевич (1920–1994) — советский прозаик, сценарист, драматург и военный журналист, наиболее известный своими книгами об украинском селе и о пройденной автором Великой Отечественной войне, написанными на русском языке.